# M&Ds Scotland’s Theme Park
Koordinaten: 55° 48′ 0″ N, 4° 2′ 23″ W
M&Ds Scotland’s Theme Park ist ein Freizeitpark in Motherwell (North Lanarkshire, Schottland,  Vereinigtes Königreich), der 1996 eröffnet wurde. Der Park wird von Matthew und Douglas Taylor betrieben.

## Achterbahnen
| Name               | Typ                              | Hersteller | Eröffnung | Bemerkungen |
| ------------------ | -------------------------------- | ---------- | --------- | --- |
| Big Apple          | Familienachterbahn, Big Apple    | unbekannt  | 2021      | |
| Runaway Mine Train | Stahlachterbahn ohne Inversionen | Barbisan   | 2017      | Die Bahn wurde ursprünglich auf Volksfesten betrieben. Dabei machte sie mehrmals halt in diesem Park und zwar von 2002 bis 2003, von 2007 bis 2016 und schließlich erneut seit 2017. |

### Ehemalige Achterbahnen
| Name                        | Typ                              | Hersteller | Eröffnung                                         | Schließung                            |
| --------------------------- | -------------------------------- | ---------- | ------------------------------------------------- | ------------------------------------- |
| Big Apple                   | Familienachterbahn, Big Apple    | Pinfari    | 2010 oder 2011 zw. 2005 und 2007 1999 oder früher | 2021 2010 oder 2011 zw. 2005 und 2007 |
| Space Coaster Express Cobra | Stahlachterbahn ohne Inversionen | Pinfari    | 2006 2003 1998                                    | 2015 2004 2001                        |
| Looping Star                | Stahlachterbahn mit Inversion    | Pinfari    | unbekannt                                         | die 1990er Jahre                      |
| Mad Mouse                   | Wilde Maus, Spinning Coaster     | Fabbri     | 2016                                              | 2021                                  |
| Tornado                     | Stahlachterbahn mit Inversionen  | Pinfari    | 1998                                              | 2020                                  |
| Tsunami                     | Inverted Coaster                 | Pinfari    | 2004                                              | 2016                                  |